# Cartmel (Cumbria)
Pour les articles homonymes, voir Cartmel.
Cartmel est un village de Cumbria, en Angleterre. Il est situé dans le sud du comté, à 3,5 km au nord-ouest de la ville de Grange-over-Sands, près de la rivière Eea (en). Administrativement, il relève de la paroisse civile de Lower Allithwaite, qui comprend également le village d'Allithwaite (en), et du district de South Lakeland. Au recensement de 2011, la paroisse civile comptait 1 831 habitants.
Le village abrite notamment l'hippodrome de Cartmel (en).

## Étymologie
Cartmel est un nom d'origine norroise. Il est composé des éléments *kartr et melr et désigne un banc de sable situé près d'un terrain rocailleux. Il est attesté au XIIe siècle sous les formes Ceartmel et Cartmel.

## Histoire
D'après la Historia de sancto Cuthberto, le domaine de Cartmel est offert à l'évêque Cuthbert de Lindisfarne par le roi de Northumbrie Ecgfrith à la fin du VIIe siècle.
En 1190, Guillaume le Maréchal fonde le prieuré de Cartmel (en) pour accueillir une communauté de chanoines réguliers augustins. Comme la plupart des monastères anglais, ce prieuré cesse d'exister lors de la dissolution des monastères ordonnée par le roi Henri VIII. La communauté est brièvement rétablie en 1536-1537, lors du pèlerinage de Grâce, avant d'être brutalement réprimée. Les villageois de Cartmel obtiennent que l'église du prieuré ne soit pas abattue, car elle constitue leur seul lieu de culte.
Cartmel appartient historiquement au comté du Lancashire. Il est situé dans le hundred de Lonsdale (en), dont la partie nord est une exclave séparée du reste du comté par la baie de Morecambe. Cette région est détachée du Lancashire pour former une partie du nouveau comté administratif de Cumbria en 1974, en vertu du Local Government Act 1972.

## Transports
La gare de Cark et Cartmel (en) est desservie par les trains de la Furness line (en) qui relie Barrow-in-Furness à Lancaster.